# 布雷特·克罗泽
布雷特·克罗泽（英語：Brett Crozier，1970年2月24日—）是一名美國海軍上校。他曾担任西奧多·羅斯福號航空母艦（USS Theodore Roosevelt CVN-71）艦長。2020年4月被解除指挥权，后在调查结束后被调往圣迭戈的海军航空部队担任一个工作职位。他于2022年3月从海军退役。

## 生平
1970年出生于加利福尼亚州聖羅莎，1992年毕业于美国海军学院。1994年担任美國海軍飛行員，2007年毕业于海军战争学院。

## 2019冠状病毒病疫情
2019冠狀病毒病美國疫情期间，西奧多·羅斯福號航空母艦停靠越南后，陸續有超過200名艦上官兵感染2019冠狀病毒病，克羅澤艦長请求美国太平洋舰队將舰上官兵撤離上岸，但他上級拒绝从舰上撤走全部人员。羅澤爾於是將航母疫情向媒體透露。在媒體報道後，2020年4月1日，西奧多·羅斯福號航空母艦上的4800官兵中有1000人被撤离上岸。2020年4月3日，克罗泽因將航母上疫情消息外傳而被解除職務。當晚，克罗澤離開航母時，大量官兵送別。同月5日，据报被免職前几天已出现症状的克罗泽病毒测试结果呈阳性反应，确诊2019冠狀病毒病。同時有近30万人在Change.org网站上联署，要求美国海军军方让克罗泽复职。美国海军部长詹姆斯·E·麦克弗森（James McPherson）和海军作战部长迈克尔·吉尔迪于4月24日向五角大楼申请恢复克罗泽尔职务，但他最後仍被確定撤換。美国海軍部代理部長托马斯·莫德利表示撤换理由是，「克罗泽以不安全、未加密的方式把這封求援信件寄出至指揮鏈之外，使得媒體取得信件而公開，不必要地提高水手軍眷們的憂慮，不僅讓外界關切羅斯福號的作戰能力與任務安全，恐進一步增長對手氣勢、藉此尋求佔便宜」。